# Dobronhegy
Dobronhegy là một thị trấn thuộc hạt Zala, Hungary. Thị trấn này có diện tích 2,15 km², dân số năm 2010 là 139 người, mật độ 65 người/km².